# Saron-sur-Aube
Saron-sur-Aube és un municipi francès, situat al departament del Marne i a la regió del Gran Est. L'any 2007 tenia 290 habitants.

## Demografia

### Població
El 2007 la població de fet de Saron-sur-Aube era de 290 persones. Hi havia 122 famílies, de les quals 36 eren unipersonals (20 homes vivint sols i 16 dones vivint soles), 41 parelles sense fills, 41 parelles amb fills i 4 famílies monoparentals amb fills.
La població ha evolucionat segons el següent gràfic:
Habitants censats

### Habitatges
El 2007 hi havia 163 habitatges, 125 eren l'habitatge principal de la família, 33 eren segones residències i 5 estaven desocupats. 162 eren cases i 1 era un apartament. Dels 125 habitatges principals, 103 estaven ocupats pels seus propietaris, 17 estaven llogats i ocupats pels llogaters i 4 estaven cedits a títol gratuït; 1 tenia dues cambres, 25 en tenien tres, 38 en tenien quatre i 61 en tenien cinc o més. 103 habitatges disposaven pel capbaix d'una plaça de pàrquing. A 50 habitatges hi havia un automòbil i a 65 n'hi havia dos o més.

### Piràmide de població
La piràmide de població per edats i sexe el 2009 era:
| Homes | Edats   | Dones |
| ----- | ------- | ----- |
| 0     | 95 o +  | 0     |
| 0     | 90 a 94 | 4     |
| 4     | 85 a 89 | 4     |
| 4     | 80 a 84 | 8     |
| 4     | 75 a 79 | 8     |
| 12    | 70 a 74 | 8     |
| 4     | 65 a 69 | 8     |
| 12    | 60 a 64 | 8     |
| 4     | 55 a 59 | 12    |
| 4     | 50 a 54 | 8     |
| 12    | 45 a 49 | 0     |
| 4     | 40 a 44 | 8     |
| 16    | 35 a 39 | 8     |
| 8     | 30 a 34 | 8     |
| 4     | 25 a 29 | 0     |
| 4     | 20 a 24 | 8     |
| 0     | 15 a 19 | 4     |
| 4     | 10 a 14 | 0     |
| 16    | 5 a 9   | 0     |
| 8     | 0 a 4   | 4     |

## Economia
El 2007 la població en edat de treballar era de 175 persones, 132 eren actives i 43 eren inactives. De les 132 persones actives 121 estaven ocupades (71 homes i 50 dones) i 11 estaven aturades (3 homes i 8 dones). De les 43 persones inactives 18 estaven jubilades, 13 estaven estudiant i 12 estaven classificades com a «altres inactius».

### Ingressos
El 2009 a Saron-sur-Aube hi havia 125 unitats fiscals que integraven 278,5 persones, la mediana anual d'ingressos fiscals per persona era de 20.741 €.

### Activitats econòmiques
Dels 4 establiments que hi havia el 2007, 1 era d'una empresa de fabricació d'altres productes industrials, 1 d'una empresa de construcció i 2 d'empreses de comerç i reparació d'automòbils.
L'únic servei als particulars que hi havia el 2009 era un electricista.
L'any 2000 a Saron-sur-Aube hi havia 15 explotacions agrícoles que ocupaven un total de 1.188 hectàrees.

## Poblacions més properes
El següent diagrama mostra les poblacions més properes.